# Ar-Pharazôn
Ar-Pharazôn de Guldene (T.E. 3118-3319) is in de boeken over de fictieve wereld Midden-aarde van J.R.R. Tolkien de 24e en laatste koning van Númenor. Zijn Elfse naam was Tar-Calion, en hij kwam om in de Ondergang van Númenor in het jaar 3319 van de Tweede Era.

## Jongere jaren
Pharazôns vader, Gimilkhâd, was de jongere broer van Tar-Palantir. Er was echter haat en nijd tussen de broers, want Gimilkhâd was een Aanhanger van de Koning, en een echte zoon van zijn vader, Ar-Gimilzôr. Tar-Palantir was daarentegen een Getrouwe, net als zijn moeder. Omdat hij de oudste was, werd hij koning, maar Gimilkhâd weerstreefde zijn broer zo veel als hij kon. Pharazôn nam zijn vaders ideeën over, en groeide op tot een knappe prins en een geducht legeraanvoerder. Hij maakte vele veldtochten in Midden-aarde, en kwam beladen met schatten terug, waarvan hij met gulle hand uitdeelde. Hij werd dan ook zeer populair. Na de dood van zijn vader groeide hij uit tot het nieuwe boegbeeld van de Aanhangers van de Koning.

## Als koning
Na de dood van Tar-Palantir werd diens dochter Míriel koningin. Ar-Pharazôn nam haar tegen haar wil tot vrouw. Dit was bovendien tegen de wet, daar zij te nauwe verwanten waren (neef en nicht). Vervolgens nam hij de scepter in eigen hand en noemde Míriel Ar-Zimraphel. Hij onderdrukte de Getrouwen en maakte Númenor nog rijker en machtiger dan het was.
Uiteindelijk bouwde hij een armada en landde in Umbar. Zijn leger trok naar het oosten en hij gebood Sauron zich aan hem te onderwerpen. Sauron deed dit, want hij zag dat zelfs hij niet tegen dit leger opkon. Als gijzelaar werd Sauron vervolgens naar Númenor gebracht. Daar wist hij echter Ar-Pharazôn te corrumperen door op zijn angst voor de dood in te spelen. Sauron overtuigde hem ervan dat de Valar valse goden waren, en dat de enige echte god Melkor was. Ten slotte overtuigde Sauron de koning ervan dat hij onsterfelijk kon worden door Valinor in te nemen. Het leger van Númenor ging scheep en zeilde naar het westen.
Ar-Pharazôns leger landde op de kust van de Onsterfelijke Landen, maar Manwë riep de hulp van Eru Ilúvatar in. Deze liet de bergen instorten, waardoor Ar-Pharazôn met zijn hele leger levend begraven werd en tot de Laatste Dag zal moeten wachten. Númenor verzonk in de golven, als straf voor de dwaasheid van de Koning en diens aanhangers.